# Centímetro de columna de agua
Un centímetro de agua (abreviado como cmH2O según la nomenclatura estadounidense) es una unidad de presión de uso menos común derivada de los cálculos de presión utilizando metrología. Se puede definir como la presión ejercida por una columna de agua de 1 cm de altura a 4°C (temperatura de densidad máxima) a la aceleración estándar de la gravedad, de modo que 1 cmH2O (4 °C) = 999.9720 kg/m³ × 9.80665 m/s2 × 1 cm = 98.063754138 Pa ≈ 98.0638 Pa, pero convencionalmente se utiliza una densidad de agua máxima nominal de 1000 kg/m³, dando 98.0665 Pa . 
Con frecuencia se usa para medir la presión venosa central, la presión intracraneal al tomar muestras del líquido cefalorraquídeo, así como para determinar las presiones durante la ventilación mecánica o en las redes de suministro de agua (generalmente en metros de columna de agua). También es una unidad común de presión en las ciencias del habla . Esta unidad se usa comúnmente para especificar la presión a la que se establece una máquina CPAP después de un polisomnograma. 
| 1 cmH2O                   | = 98.0665 pascals                        |
|                           | = 0.01 metro de columna de agua (m.c.a), |
| = 10 mmH2O                |                                          |
| = 0.980665 mbar or hPa    |                                          |
| ≈ 0.393700787401575 inH2O |                                          |
| ≈ 0.000967838 atm         |                                          |
| ≈ 0.735559240069085 torr  |                                          |
| ≈ 0.73555913527668 mm Hg  |                                          |
| ≈ 0.0289590210738851 inHg |                                          |
| ≈ 0.0142233433071196 psi  |                                          |